# Conferência de Ialta
A Conferência de Ialta, ou Conferência de Yalta, também chamada de Conferência da Crimeia, é um conjunto de reuniões ocorridas entre 4 e 11 de fevereiro de 1945 no Palácio de Livadia, na estação balneária de Yalta, nas margens do Mar Negro, na Crimeia. Foi a segunda das três conferências em tempo de guerra entre os líderes das principais nações aliadas (a anterior ocorreu em Teerã, e a posterior em Potsdam) e as potências capitalistas comemoraram a vitória na reunião.
Os chefes de estado dos Estados Unidos (Franklin D. Roosevelt) e da União Soviética (Josef Stalin), e o chefe de governo e primeiro-ministro do Reino Unido (Winston Churchill) reuniram-se em segredo em Ialta para decidir o fim da Segunda Guerra Mundial e a repartição das zonas de influência entre o Oeste e o Leste.
Em 11 de fevereiro de 1945, eles assinam os acordos cujos objetivos são de assegurar um fim rápido à guerra e a estabilidade do mundo após a vitória final.
Mesmo se suas interpretações pelos historiadores sejam diversas e variadas, vários deles estão de acordo sobre muitos pontos dos acordos. As diretrizes afirmadas nesta reunião determinaram boa parte da ordem durante a Guerra Fria, precisando as zonas de influência e ação dos blocos antagônicos, capitalista e socialista. Contudo, em 1991, após a queda da União Soviética, o ambiente internacional entrou em um período de transição, abandonando estes preceitos.

## Declaração da Europa Libertada

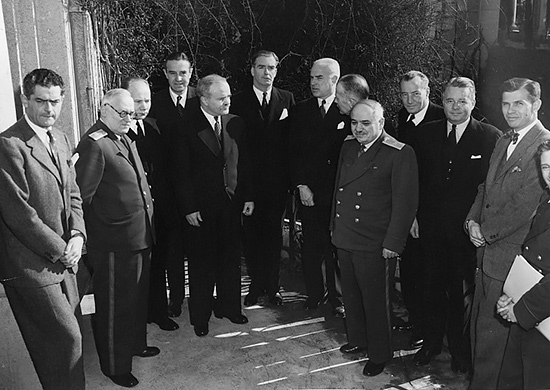
Diplomatas soviéticos, americanos e britânicos durante a conferência de Yalta

A Declaração da Europa Libertada foi criada por Winston Churchill, Franklin D. Roosevelt e Joseph Stalin durante a Conferência de Yalta. Foi uma promessa que permitiu ao povo da Europa "criar instituições democráticas de sua própria escolha". A declaração prometia "o estabelecimento mais rápido possível por meio de eleições livres, governos que atendam à vontade do povo". Isso é semelhante às declarações da Carta do Atlântico, que diz, "o direito de todas as pessoas de escolher a forma de governo sob a qual viverão".

## Os pontos-chaves da reunião foram os seguintes
Fontes:
- Acordo com a prioridade da rendição incondicional da Alemanha nazista. Após a guerra, a Alemanha e Berlim seriam divididas em quatro zonas ocupadas.
- Stalin concordou que a França teria uma quarta zona de ocupação na Alemanha, mas ela teria de ser formada a partir das zonas americana e britânica.
- A Alemanha passaria por desmilitarização e desnazificação.
- As reparações alemãs seriam em parte na forma de trabalho forçado. O trabalho forçado seria usado para reparar os danos que a Alemanha infligiu às suas vítimas. No entanto, os trabalhadores também foram forçados a fazer colheitas, minerar urânio e fazer outros trabalhos.
- Criação de um conselho de reparação que seria localizado na União Soviética.
- O status da Polônia foi discutido. Concordou-se em reorganizar o Governo Provisório comunista da República da Polônia, que havia sido instalado pela União Soviética "em uma base democrática mais ampla".
- A fronteira oriental polonesa seguiria a Linha Curzon, e a Polônia receberia compensação territorial no oeste da Alemanha.
- Stalin prometeu permitir eleições livres na Polônia.
- Roosevelt obteve o compromisso de Stalin de participar das Nações Unidas.
- Stalin solicitou que todas as 16 repúblicas socialistas soviéticas fossem admitidas como membros da ONU. Isso foi levado em consideração, mas 14 repúblicas tiveram suas admissões negadas.
- Stalin concordou em entrar na luta contra o Império do Japão "em dois ou três meses depois que a Alemanha se rendeu e a guerra na Europa terminou", e que, como resultado, os soviéticos tomariam posse do Sul de Sakhalin e das Ilhas Curilas, o O porto de Dalian seria internacionalizado e o arrendamento soviético de Port Arthur seria restaurado, entre outras concessões.
- Para o bombardeio do Japão, um acordo foi alcançado em basear os B-29s americanos perto da foz do rio Amur na área de Komsomolsk-Nikolaevsk (não perto de Vladivostock como proposto anteriormente), embora isso não tenha acontecido. O General Antonov também disse que o Exército Vermelho tomaria a metade sul da Ilha Sakhalin como um de seus primeiros objetivos, e a ajuda americana na defesa de Kamchatka seria desejável.
- Os criminosos de guerra nazistas deveriam ser encontrados e julgados nos territórios onde seus crimes foram cometidos; Os líderes nazistas deveriam ser executados.
- Um "Comitê de Desmembramento da Alemanha" estava para ser criado. Seu objetivo era decidir se a Alemanha seria dividida em várias nações.

## Eleições democráticas
Os Três Grandes concordaram ainda que seriam estabelecidas democracias, todos os países satélites europeus e ex-satélites do Eixo libertados realizariam eleições livres e que a ordem seria restaurada. Nesse sentido, prometeram reconstruir os países ocupados por processos que lhes permitirão "criar instituições democráticas de sua própria escolha. Este é um princípio da Carta do Atlântico - o direito de todos os povos de escolher a forma de governo segundo que eles vão viver". O relatório resultante afirmou que os três ajudariam os países ocupados a formar um governo interino que "se comprometeu a estabelecer o mais cedo possível por meio de eleições livres para os governos que atendessem à vontade do povo" e "facilitaria quando necessário a realização de tais eleições".
O acordo convocou os signatários a "se consultarem sobre as medidas necessárias para cumprir as responsabilidades conjuntas estabelecidas nesta declaração". Durante as discussões de Yalta, Molotov inseriu uma linguagem que enfraqueceu a implicação da aplicação da declaração.
Com relação à Polônia, o relatório de Yalta afirmou ainda que o governo provisório deve "se comprometer a realizar eleições livres e irrestritas o mais rápido possível com base no sufrágio universal e voto secreto". O acordo não escondeu a importância de aderir ao controle pró-soviético de curto prazo do governo de Lublin e de eliminar a linguagem exigindo eleições supervisionadas.
De acordo com o presidente Roosevelt, "se tentarmos evitar o fato de que colocamos um pouco mais ênfase nos poloneses de Lublin do que nos outros dois grupos dos quais o novo governo será elaborado, sinto que nos exporemos às acusações de que somos tentando voltar atrás na decisão da Crimeia". Roosevelt admitiu que, nas palavras do almirante William D. Leahy, a linguagem de Yalta era tão vaga que os soviéticos seriam capazes de "esticá-la de Yalta a Washington sem nunca quebrá-la tecnicamente".
O acordo final estipulou que "o Governo Provisório que agora está funcionando na Polônia deve ser reorganizado em uma base democrática mais ampla com a inclusão de líderes democráticos da Polônia e de poloneses no exterior". A linguagem do texto de Yalta concedeu a predominância do governo pró-soviético de Lublin em um governo provisório, embora reorganizado.

## Galeria

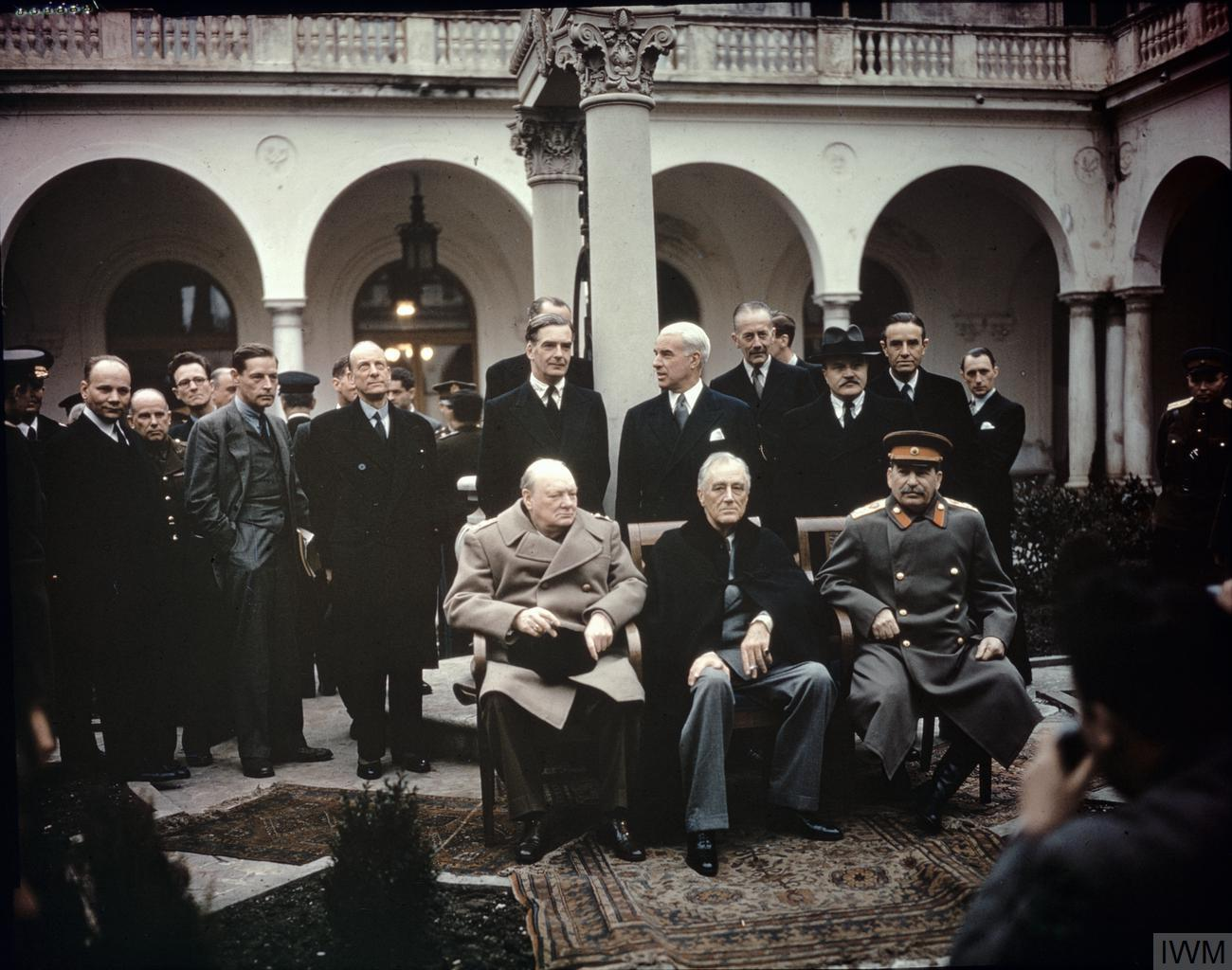
Tirada pelo fotógrafo oficial do War Office, Reino Unido
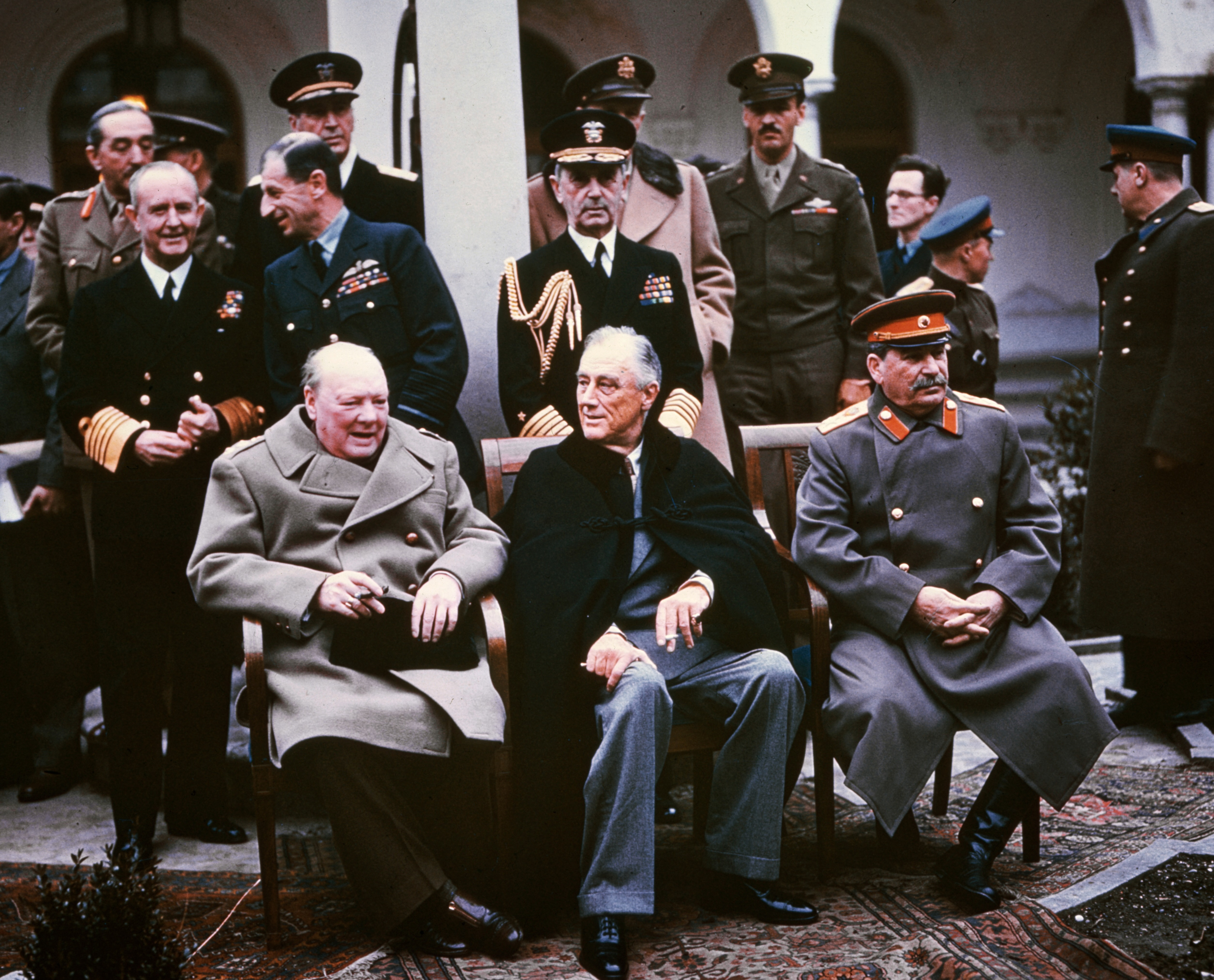
Da esquerda para a direita: Winston Churchill, Franklin D. Roosevelt e Joseph Stalin . Também presentes estão o ministro das Relações Exteriores soviético, Vyacheslav Molotov (extrema esquerda); Marechal de Campo Sir Alan Brooke, Almirante da Frota Sir Andrew Cunningham, RN , Marechal da RAF Sir Charles Portal, RAF, (atrás de Churchill); General George C. Marshall, Chefe do Estado-Maior do Exército dos Estados Unidos, e Almirante da Frota William D. Leahy, (atrás de Roosevelt)